# Antonio Ristevski
Antonio Ristevski (en macédonien : Антонио Ристевски) est un skieur alpin macédonien, né le 19 mai 1989 à Skopje. Il est spécialiste des épreuves techniques.

## Biographie
Membre de Rabotnicki, il fait ses débuts internationaux en 2005, prenant part cette année aux Championnats du monde 2005 à Bormio. En 2007, il obtient son meilleur résultat en championnat du monde avec une 44e en slalom géant à Åre.
En 2010, pour sa première participation aux Jeux olympiques, il est le porte-drapeau macédonien. Un mois auparavant, il avait fait ses débuts dans la Coupe du monde au slalom de Zagreb.
Ristevski est aussi sélectionné pour les Jeux olympiques en 2014 à Sotchi, où il finit le slalom au 29e rang sur 43 arrivants, pour signer le meilleur résultat de son pays aux Jeux d'hiver et en 2018 à Pyeongchang, où il ne termine ni le slalom géant, ni le slalom spécial.

## Palmarès

### Jeux olympiques
| Épreuve / Édition | Vancouver 2010 | Sotchi 2014 | Pyeongchang 2018 |
| Slalom géant      | 53e            | Abandon     | Abandon          |
| Slalom            | Abandon        | 29e         | Abandon          |